# Rolf Schweizer
Rolf Schweizer (* 14. März 1936 in Emmendingen; † 6. Juni 2016 in Selb) war ein deutscher Komponist, Kantor und Kirchenmusikdirektor.

## Leben und Wirken
Schweizer wuchs in Mundingen auf, heute ein Ortsteil von Emmendingen. Seine erste musikalische Ausbildung erhielt er im Blasmusikverein des Dorfes. Er studierte evangelische Kirchenmusik am Kirchenmusikalischen Institut Heidelberg u. a. bei Wolfgang Fortner, Hermann Meinhard Poppen, Wolfgang Dallmann und Heinz Werner Zimmermann.
Von 1956 bis 1966 war er Kantor an der evangelischen Johanniskirche in Mannheim. 1966 wurde er Bezirkskantor in Pforzheim, was er bis zu seinem Ruhestand blieb. 1969 wurde er zum Kirchenmusikdirektor und 1975 zum Landeskantor von Mittelbaden ernannt. Schweizer wurde 1984 der Ehrentitel Professor durch den Ministerpräsidenten des Landes Baden-Württemberg (seinerzeit Lothar Späth) verliehen.
In seiner Tätigkeit als Chor-, Bläser- und Orchesterdirigent wurde er weit über die Region hinaus bekannt. Ebenfalls komponierte er geistliche Lieder, Posaunen- und Kinderchormusik, sowie größere Chor-, Orchester- und Orgelwerke.
Seit 1961 Veröffentlichung diverser Vertonungen neuer geistlicher Lieder in Gesangbüchern (u. a. EG/EM), Beiheften, Dokumentationen, Liederbüchern, Chor- und Bandbearbeitungen u. a. bei den Verlagen Strube-Verlag (München), Hänssler Verlag (Stuttgart), dem Verlag Dohr (Bergheim), dem Verlag Neue Musik, dem Deutschen Evangelischen Kirchentag (DEKT) (Fulda) und dem Carus-Verlag.
Rolf Schweizer war einer der Protagonisten der Musikgattung Neues Geistliches Lied. Seine wohl bekanntesten Lieder sind O Herr, mach mich zu einem Werkzeug deines Friedens und Singet dem Herrn ein neues Lied, denn Er tut Wunder, die in fast allen christlichen Gesangbüchern enthalten sind. Er gehörte früh zur Oekumenischen Textautoren- und Komponisten Gruppe der Werkgemeinschaft Musik e. V. und der AG Musik in der Ev. Jugend e. V. und war Mitglied der Textautoren- und Komponistengruppe TAKT. Schweizer war auch als Kirchenmusikpädagoge einflussreich und prägte viele jüngere Kirchenmusikerinnen und Kirchenmusiker durch seine Fortbildungen. Auch seine musiktheologischen Publikationen  fanden im kirchenmusiktheologischen Diskurs Beachtung.

„Die Wahrheit einer Kunst liegt nicht allein in deren perfekter Virtuosität, sondern in ihrer geistigen, handwerklichen und humanen Redlichkeit.“

Im Ruhestand zog Schweizer 2001 nach Freiamt, wo er weiterhin musikalisch aktiv war, so mit der Elztalkantorei und dem Orchester Elztalsinfonietta und bis 2010 als Dirigent beim Gesangverein „Frohsinn“ im Ortsteil Ottoschwanden.

## Horntage
Seit dem Jahr 2000 war Rolf Schweizer als musikalischer Leiter des Internationalen Schwarzwälder Hornorchesters tätig, das im Rahmen der Internationalen Schwarzwälder Horntage mehrere Werke, die von Schweizer eigens für das Ensemble komponiert worden sind, einstudiert und aufgeführt hat. Seit 2006 finden diese Horntage als Meisterkurse für Hornisten statt, die von Rolf Schweizer als Dirigent begleitet werden. Unter fachlicher Führung von Peter Arnold ist diese Veranstaltung in der BDB-Musikakademie von Staufen angesiedelt. Die Internationalen Schwarzwälder Horntage gehören zu den größten musikpädagogischen Veranstaltungen für Hornisten.

## Ehrungen
Die Stadt Pforzheim zeichnete Schweizer 1991 mit dem Ehrenring und 1998 mit der Ehrenbürgerwürde für seine kirchenmusikalischen Verdienste in mehr als 35 Jahren aus. Mit Bezug auf die Zerstörung Pforzheims hatte Schweizer das „Requiem 23.02.1945 – Für Tote und Lebende“ komponiert.

## Privates
Rolf Schweizer war verheiratet mit Ehefrau Frohmut. Das Paar hatte drei Töchter. Zuletzt wohnte er in Selb, wo eine seiner Töchter, Constanze Schweizer-Elser, Kantorin ist.
Am 6. Juni 2016 starb Rolf Schweizer mit 80 Jahren in Selb.

## Werke

### Lieder
- Blühen soll die Erde. Lieder von Rolf Schweizer (1936-2016); Strube-Verlag München (2019)
- O Herr, mach mich zu einem Werkzeug deines Friedens (1962; Text des sogenannten Gebets des heiligen Franziskus) EG 416
- Singet dem Herrn ein neues Lied, denn Er tut Wunder (1963; Text: Psalm 98,1-2) EG 287
- Das ist ein köstlich Ding, dem Herren danken (1966; Text: Psalm 92,2-6) EG 285
- Siehe, das ist Gottes Lamm (Kanon) (1972; Text: Johannes 1,29) EG 190,4/714
- In Euren Wänden seid ihr zuhause (1972; Text: Wolfgang Fietkau, 1972)
- Bevor die Sonne sinkt (1974; Text: Christa Weiss/Kurt Rommel, 1965) EG 491
- Einer trage des andren Last (1976; Text und Melodie)
- Der Frieden Kind, der Frieden (1980; Text: Hildegard Wohlgemuth, 1980)
- Damit aus Fremden Freunde werden (1982; Text und Melodie) EG, landeskirchliche Eigenteile
- Seht, das Brot, das wir hier teilen (1983; Text: Lothar Zenetti, 1972) EG 226
- Lied von der verborgenen Stadt (1986; Text: Arnim Juhre, 1986)
- Ein Lied klingt durch die Welt (1996; Text und Melodie), in Wo wir dich loben, wachsen neue Lieder 32
- Tischlied zum Sabbat (2001; Text: Susanne Brandt, 2001)
- Gast sein auf Erden (2001; Text: Arnim Juhre 2001)

### Orchester- und Chorwerke
- Einer trage des andern Last; Fidula-Verlag (1977)
- Die zwei Blinden; Hänssler-Verlag (1978)
- Lied der Sternsinger; Hänssler-Verlag (1978)
- Das Sorgen; Hänssler-Verlag (1979)
- Drei Kantaten für Männerchor;  Verlag Singende Gemeinde (1982)
- Psalm in blue; Strube-Verlag (1987)
- Geistliche Spruchkanons; Fidula-Verlag  (1989)
- Sinfonietta ’90; Strube-Verlag  (1990)
- Sonata sacra; Pro Organo (1991)
- Ludi organi;  Pro Organo (1992)
- Sechs geistliche Songs und neue Lieder; Strube-Verlag  (1992)
- Sabbath der Schöpfung; Strube-Verlag  (1993)
- Sonata da chiesa Nr. 2; Edition Walhall (1994)
- Psalmkantate „Lebendige Steine“, Edition Musica Rinata (1995)
- Musik zu Psalm 104; Strube-Verlag  (1995)
- Drei Spiritual-Impressionen; Strube-Verlag  (1995)
- Singendes Gottesvolk; Strube-Verlag  (1996)
- Hymnus I–III;  1988/1989/2007, Dohr Verlag (1997)
- Ruf-Partita zu Jesaja 58; Strube-Verlag  (1997)
- Sonata festivo; Strube-Verlag  (1997)
- Psalm in Swing; Strube-Verlag  (1997)
- Das vierfache Ackerfeld; Carus-Verlag (1998)
- Klang des Lebens; (Text: Hartmut Handt);'Strube-Verlag  (1998)
- Salz der Erde, Licht der Welt; Strube-Verlag  (1999)
- Europäische Weihnachtslieder-Suite; Strube-Verlag  (1999)
- Klangbilder der Hoffnung Schweizer; Strube-Verlag  (1999)
- Ihr seid die lebendigen Steine;  Edition Musica Rinata (2000)
- Jona, geh’ nach Ninive; Strube-Verlag  (2001)
- Ein Lied klingt durch die Welt; Möseler (2002)
- Psalmsprüche; Bärenreiter-Verlag 2003
- Präludium in swing; Strube-Verlag  (2004)
- Sinfonietta concertante; Strube-Verlag  (2004)

### Buchpublikationen
- Rolf Schweizer, Ritual und Aufbruch. Kirchenmusik zwischen pädagogischem Auftrag und künstlerischem Anspruch, hg. von Peter Bubmann, München 1996.